# Hidraulikus átmérő
A hidraulikus átmérő (egyenértékű csőátmérő), DH, áramlások esetén általánosan használt mennyiség, nem kör alakú csövek (és csatornák) esetére, megadja annak a kerek csőnek az átmérőjét, ami ugyanakkora fékezést (nyomásesést) okoz az áramlásban. Ha a cső egyenes (hossza mentén állandó az átmérője) akkor ez a DH egyenértékű átmérő a  következőképpen határozható meg:
{\displaystyle D_{\text{H}}={\frac {4A}{P}},}
ahol
A az áramlás keresztmetszete,
P a nedvesített kerület, vagyis az áramlási keresztmetszet körvonalának teljes hossza.
Itt a nedvesített kerület magában foglalja az összes olyan felületet, amelyre a folyadékáramlás nyírófeszültsége hat. Szokás még használni az RH egyenértékű sugarat is:
{\displaystyle R_{\text{H}}={\frac {A}{P}},}
a két mennyiség között ez a kapcsolat:
{\displaystyle D_{\text{H}}=4R_{\text{H}},}
R sugarú, kör keresztmetszetű cső esetén:
{\displaystyle D_{\text{H}}={\frac {4\pi R^{2}}{2\pi R}}=2R}
A hidraulikus átmérő szükségessége abból adódik, hogy egyetlen dimenziót használnak olyan dimenzió nélküli mennyiségek esetében, (mint például a Reynolds-szám), amely az alább bemutatott táblázatban felsorolt változók halmaza helyett csak egyetlent részesít előnyben az áramlás jellemzéséhez. A Manning-formula tartalmazza az RH hidraulikus sugárnak nevezett nevezett mennyiséget. A fentebb bemutatott összefüggések szerint, az egyenértékű átmérő nem kétszerese az egyenértékű sugárnak, hanem négyszerese.
A hidraulikus átmérőt főként turbulens áramlással kapcsolatos számításoknál használják. Nem kör alakú csövekben, csatornákban másodlagos áramlások figyelhetők meg a turbulens áramlásban fellépő turbulens nyírófeszültség következtében. Hőátadás kiszámításához is használják a belső áramlások esetén.

## Nem egyenletes átmérőjű és nem kör keresztmetszetű csatornák
Még általánosabb esetben, a nem egyenes, nem kör keresztmetszetű csatornák, mint például a Tesla szelep esetén a hidraulikus átmérőt a következőképpen határozzuk meg: 
{\displaystyle D_{\text{H}}={\frac {4V}{S}},}
ahol
V a csatorna nedvesített felülettel bezárt térfoga,
S a csatorna teljes nedvesített felülete (palástfelület).
A hidraulikus átmérő nem kör keresztmetszetű, egyenletes cső esetén {\displaystyle {\frac {4A}{P}}} -re egyszerűsödik, míg kör keresztmetszetű, egyenletes átmérőjű csövek esetén pedig {\displaystyle 2R} -re.

## Különböző alakú csövek hidraulikus átmérője
| Cső alakja | Hidraulikus átmérő | Megjegyzés |
| --- | --- | --- |
| Kör alakú cső | {\displaystyle D_{\text{H}}={\frac {4\cdot {\frac {\pi D^{2}}{4}}}{\pi D}}=D}                                                                                          | Egy kör alakú cső esetében a hidraulikus átmérő egyszerűen a cső átmérője.                                                            |
| Kör keresztmetszetű cső, melynek közepén nincs áramlás (gyűrű alakú áramlási keresztmetszet)                                                                              | {\displaystyle D_{\text{H}}={\frac {4\cdot {\frac {\pi (D_{\text{out}}^{2}-D_{\text{in}}^{2})}{4}}}{\pi (D_{\text{out}}+D_{\text{in}})}}=D_{\text{out}}-D_{\text{in}}} | Egy olyan cső, aminek közepén egy azonos tengelyű, de kisebb átmérőjű másik cső van és a kettő közötti térrészben áramlik a folyadék. |
| Négyzet alakú csatorna | {\displaystyle D_{\text{H}}={\frac {4a^{2}}{4a}}=a} | A négyzet oldalának hossza a |
| Téglalap alakú csatorna (teljesen feltöltve). A csatorna zárva van, így a nedvesített kerület a csatorna négy oldalából áll.                                              | {\displaystyle D_{\text{H}}={\frac {4ab}{2(a+b)}}={\frac {2ab}{a+b}}}                                                                                                  | Egy nagyon széles csatorna (b ≫ a ) határesetére DH = 2a .                                                                            |
| Vízelvezető csatorna, vagy részben feltöltött téglalap alakú csatorna. Felülről nyitott, a nedvesített kerület a csatorna három oldalából áll (két a oldalfal + b fenék). | {\displaystyle D_{\text{H}}={\frac {4ab}{2a+b}}} | Egy nagyon széles csatorna határesetére, amikor a vízmélység a és ahol b ≫ a, akkor DH = 4a.                                          |

Teljesen feltöltött csatorna, vagy cső esetén, amelynek keresztmetszete egy konvex, szabályos sokszög, a hidraulikus átmérő megegyezik az átmérővel a nedvesített kerületbe írható kör {\displaystyle D} átmérőjével. 
Ez a következőképpen látható be: Az {\displaystyle N} -oldalú szabályos sokszög előáll {\displaystyle N} darab egymás mellé rakott háromszögből. Mindegyik háromszög magassága {\displaystyle D/2} és alapja {\displaystyle B=D\tan(\pi /N)}. Minden ilyen háromszög {\displaystyle BD/4} területtel járul hozz a teljes területhez és {\displaystyle B} -vel a sokszög a teljes kerületéhez, így a hidraulikus átmérő:
{\displaystyle D_{\text{H}}=4{\frac {NBD/4}{NB}}=D}

## Fordítás
Ez a szócikk részben vagy egészben  a   Hydraulic diameter című angol Wikipédia-szócikk ezen változatának fordításán alapul.  Az eredeti cikk szerkesztőit annak laptörténete sorolja fel. Ez a jelzés csupán a megfogalmazás eredetét és a szerzői jogokat jelzi, nem szolgál a cikkben szereplő információk forrásmegjelöléseként.

## Lásd még
- Darcy-féle súrlódási tényező
- Áramlások súrlódási vesztesége
- Egyenértékű gömbácsőtmérő